# Suhoor
Suhoor, Sahūr eller Sahoor er det måltid, der indtages tidligt om morgenen af muslimer inden faste, før daggry under eller uden for den islamiske måned Ramadan. Måltidet spises før fajr-bøn. Det tilsvarende måltid efter solnedgang kaldes iftar.